# Grand Prix Abu Zabi Formuły 1
Grand Prix Abu Zabi – wyścig Formuły 1 organizowany od 2009 roku.
Prace nad torem, który miał mieć podobny styl do tego w Monako ruszyły w 2007 roku. Zrezygnowano jednak z początkowego planu wykorzystania ulic miasta przy nabrzeżu. Tor stał się tym samym w pełni permanentnym obiektem.
Tor Yas Marina w Abu Zabi został wybudowany na naturalnej wyspie Yas powiększonej sztucznie o 1/3 do powierzchni 2,550 hektarów, która leży na wschód od wyspy Abu Zabi. Tor spełnia najwyższe standardy organizacji Fédération Internationale de l’Automobile. Na wyspie Yas powstał także park rozrywki Ferrari World Abu Dhabi, hotele, pola golfowe i centrum handlowe na przestrzeni 300 000 metrów kwadratowych.
Tor został zaprojektowany przez architekta Hermanna Tilke. Za jego wykonanie odpowiedzialna była wiodąca firma budowlana w Zjednoczonych Emiratach Arabskich – ALDAR, będąca jednocześnie jednym ze sponsorów tytularnych nieistniejącego już zespołu Spyker.
Sponsorem tytularnym nowego Grand Prix zostały linie lotnicze Etihad Airways.
Grand Prix Abu Zabi w sezonie 2009 było pierwszym wyścigiem w historii Formuły 1, który zaczynał się, gdy nad torem panowały jeszcze warunki do jazdy przy naturalnym świetle, a kończył się w pełni przy sztucznym oświetleniu. Światła zostały jednak włączone już przed wyścigiem po to, by kierowcy nie musieli przyzwyczajać się do sztucznego oświetlenia w trakcie wyścigu.

## Zwycięzcy Grand Prix Abu Zabi na torze Yas Marina Circuit
| Sezon | Kierowca         | Zespół           |        |
| ----- | ---------------- | ---------------- | ------ |
| 2009  | Sebastian Vettel | Red Bull-Renault | Wyniki |
| 2010  | Sebastian Vettel | Red Bull-Renault | Wyniki |
| 2011  | Lewis Hamilton   | McLaren-Mercedes | Wyniki |
| 2012  | Kimi Räikkönen   | Lotus-Renault    | Wyniki |
| 2013  | Sebastian Vettel | Red Bull-Renault | Wyniki |
| 2014  | Lewis Hamilton   | Mercedes         | Wyniki |
| 2015  | Nico Rosberg     | Mercedes         | Wyniki |
| 2016  | Lewis Hamilton   | Mercedes         | Wyniki |
| 2017  | Valtteri Bottas  | Mercedes         | Wyniki |
| 2018  | Lewis Hamilton   | Mercedes         | Wyniki |
| 2019  | Lewis Hamilton   | Mercedes         | Wyniki |
| 2020  | Max Verstappen   | Red Bull-Honda   | Wyniki |
| 2021  | Max Verstappen   | Red Bull-Honda   | Wyniki |
| 2022  | Max Verstappen   | Red Bull-RBPT    | Wyniki |
| 2023  | Max Verstappen   | Red Bull-RBPT    | Wyniki |
| 2024  | Lando Norris     | McLaren-Mercedes | Wyniki |

Liczba zwycięstw (kierowcy):
- 5 – Lewis Hamilton
- 4 – Max Verstappen
- 3 - Sebastian Vettel
- 1 – Valtteri Bottas, Lando Norris, Kimi Räikkönen, Nico Rosberg

Liczba zwycięstw (producenci):
- 7 – Red Bull Racing
- 6 – Mercedes
- 2 – McLaren
- 1 – Lotus

Liczba zwycięstw (producenci silników):
- 8 – Mercedes
- 4 – Renault
- 2 – Honda
- 1 – Honda RBPT, RBPT